# Publix

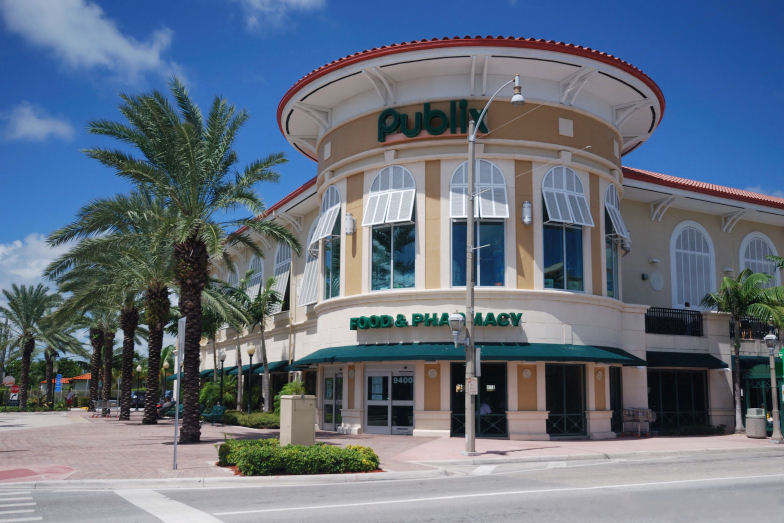
Publix, supermarket american localizat în Florida.

Publix Super Markets, Inc., cunoscut ca Publix, este un lanț de supermarketuri americane, deținut de către angajați, cu sediul în Lakeland, Florida. Fondat în 1930 de George W. Jenkins, Publix este o companie privată deținută de foști și actuali angajați. Este considerată una dintre cele mai mari companii din lume deținute de angajați. 